# Trace (band)

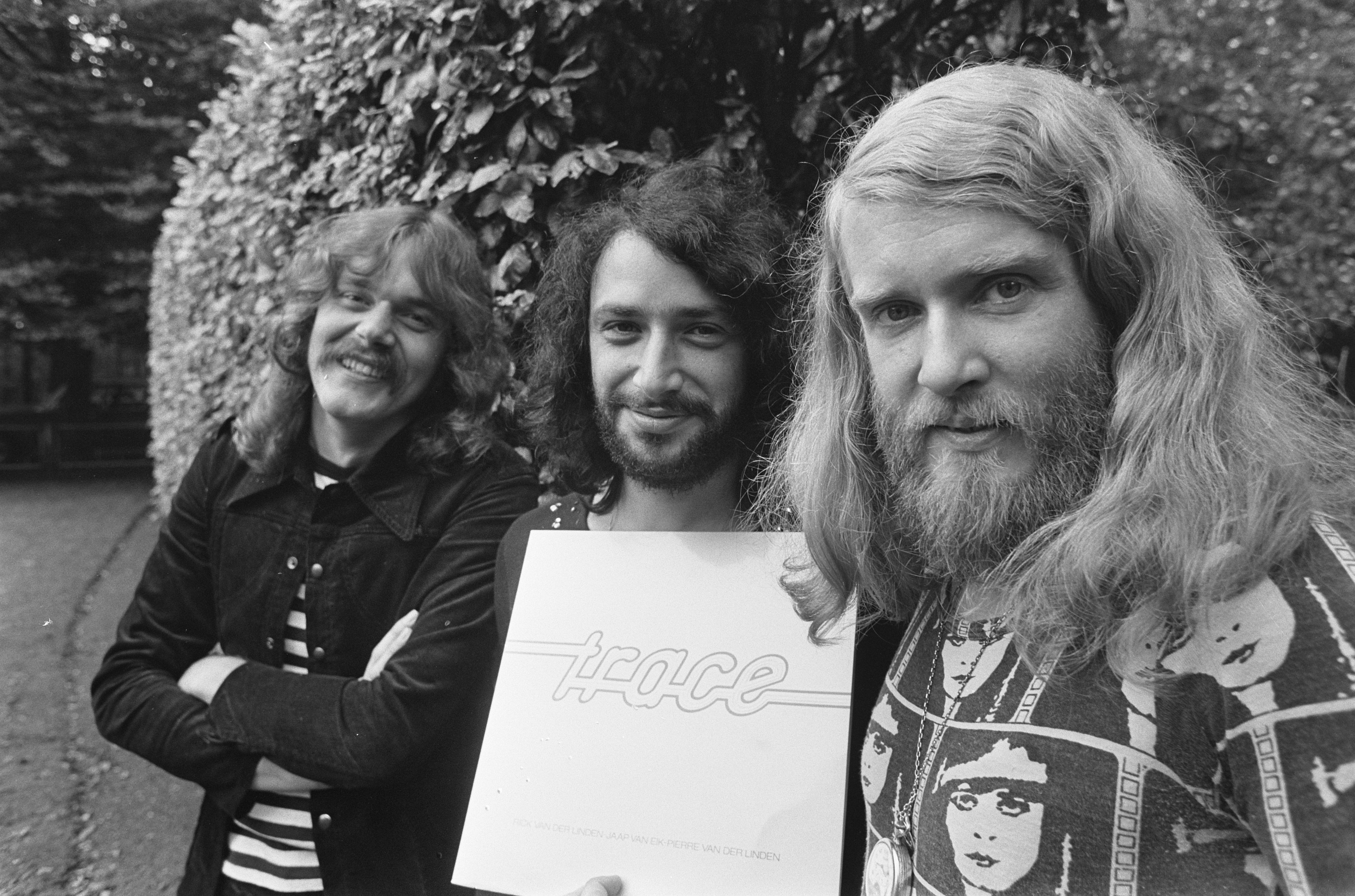
Trace bij de presentatie van het eerste album in 1974. V.l.n.r. Jaap van Eik, Pierre van der Linden en Rick van der Linden.

Trace was een Nederlandse progressieve-rockgroep uit de jaren zeventig rond Rick van der Linden.
Van der Linden speelde in Ekseption. Nadat in 1973 het album Trinity was uitgebracht werd hij in november van dat jaar uit de groep gezet. Philips, het platenlabel van Ekseption, wist te bewerkstelligen dat officieel werd meegedeeld dat Van der Linden was opgestapt. Kort daarop kwam de mededeling dat Van der Linden een nieuwe band was begonnen: Ace.
De band ging pas begin 1974 van start. Van der Linden koos voor een bezetting van toetsinstrumenten, basgitaar en drums, zoals die ook gehanteerd werd door The Nice en Emerson, Lake & Palmer. In januari 1974 begon hij te repeteren met drummer Peter de Leeuwe die eerder in Ekseption en The Bintangs had gespeeld. Van der Linden vond De Leeuwe echter technisch niet goed genoeg en verving hem in februari door zijn achterneef Pierre van der Linden die eind 1973 uit Focus was gestapt, na onmin met Thijs van Leer en Jan Akkerman over zijn drumstijl, die te veel 'bigband' zou zijn. Op instigatie van De Leeuwe trok Rick van der Linden Jaap van Eik (ex Cuby + Blizzards, Blues Dimension en Solution) aan als basgitarist. Onderhandelingen voor een platencontract leken in de richting te gaan van CBS. De rol die Philips had gespeeld in de breuk bij Ekseption was daar mede aanleiding voor. Philips kwam echter met meer geld over de brug. Het in mei 1974 ondertekende contract zou leiden tot de release van het debuutalbum in september. Ondertussen werd de bandnaam gewijzigd in Trace, omdat in Engeland al een band bleek te bestaan onder de naam Ace.
Op 9 september 1974 verscheen het eerste album, onder de titel Trace, en op 14 september werd het eerste concert gegeven.
Het tweede album, Birds kwam op 1 januari 1976 uit. Pierre van der Linden speelde inmiddels weer bij Focus, en was vervangen door de Britse drummer Ian Mosley, die later bij Marillion zou gaan drummen. Het derde album, The white ladies, verscheen in 1976. Dit was een conceptalbum over de sage van de witte wieven. Inmiddels was de bezetting weer geheel gewijzigd. Naast Van der Linden speelde Hans Jacobse toetsinstrumenten; drummer was nu toch weer Peter de Leeuwe; basgitarist was Cor Dekker van Ekseption. Verder werkten mee: ex-Ekseptionlid Dick Remelink (saxofoon, fluit), Hetty Smit (zang) en Harry Schäfer (verteller). Na dit derde album voegde Rein van den Broek (eveneens ex-Ekseption) zich bij de groep, die onder de naam Ekseption een doorstart maakte en het album Ekseption '78 opnam.

## Discografie
- Trace (1974)
- Birds (1976) (remastered expanded 2014 Pseudonym)
- The white ladies (1976) (remastered expanded 2014 Pseudonym)